# District Line
| Geographisch korrekte Streckenführung |                                             |                                                             |                                                             |
| Streckenlänge: | 64,0 km                                     |                                                             |                                                             |
| Spurweite: | 1435 mm (Normalspur)                        |                                                             |                                                             |
| |                                             |                                                             |                                                             |
| Linienfarbe: | Grün                                        |                                                             |                                                             |
| Eröffnungsjahr: | 1868                                        |                                                             |                                                             |
| Linientyp: | Unterpflasterbahn                           |                                                             |                                                             |
| Stationen: | 60                                          |                                                             |                                                             |
| Depots: | 3 (Upminster, Lillie Bridge, Ealing Common) |                                                             |                                                             |
| Fahrgäste: | 208.317.000 (jährlich)                      |                                                             |                                                             |
| \| \| \| Ealing Broadway (zur Great Western Main Line, Central Line) \| \| \| \| \| \| \| \| \| \| Piccadilly Line \| \| \| \| \| Central Line \| \| \| \| \| Great Western Main Line \| \| \| \| \| Ealing Common \| \| \| \| \| \| \| \| \| \| Ealing Common Depot \| \| \| \| \| \| \| \| \| \| Piccadilly Line von Heathrow \| \| \| \| \| ehem. Zweigstrecke von Hounslow \| \| \| \| \| \| \| \| \| \| Acton Town \| \| \| \| \| South Acton (bis 1959) \| \| \| \| \| Richmond (zur North London Line) \| \| \| \| \| Kew Gardens \| \| \| \| \| Themse (Kew Railway Bridge) \| \| \| \| \| Gunnersbury \| \| \| \| \| North London Line \| \| \| \| \| Chiswick Park \| \| \| \| \| \| \| \| \| \| Turnham Green \| \| \| \| \| Stamford Brook \| \| \| \| \| Ravenscourt Park \| \| \| \| \| \| \| \| \| \| Hammersmith \| \| \| \| \| Barons Court \| \| \| \| \| West Kensington \| \| \| \| \| Wimbledon (zur South Western Main Line) \| \| \| \| \| Wimbledon Park \| \| \| \| \| Southfields \| \| \| \| \| \| \| \| \| \| East Putney \| \| \| \| \| Themse (Fulham Railway Bridge) \| \| \| \| \| Putney Bridge \| \| \| \| \| Parsons Green \| \| \| \| \| Fulham Broadway \| \| \| \| \| West Brompton (zur West London Line) \| \| \| \| \| West London Line \| \| \| \| \| Kensington (Olympia) (zur West London Line) \| \| \| \| \| \| \| \| \| \| \| \| \| \| \| Earl’s Court \| \| \| \| \| Circle Line \| \| \| \| \| \| \| \| \| \| \| \| \| \| \| High Street Kensington \| \| \| \| \| \| \| \| \| \| Notting Hill Gate \| \| \| \| \| Bayswater \| \| \| \| \| Hammersmith & City Line \| \| \| \| \| Paddington \| \| \| \| \| Edgware Road \| \| \| \| \| Circle Line/Hammersmith & City Line \| \| \| \| \| Gloucester Road \| \| \| \| \| South Kensington \| \| \| \| \| Piccadilly Line \| \| \| \| \| Sloane Square \| \| \| \| \| Victoria \| \| \| \| \| St. James’s Park \| \| \| \| \| Westminster \| \| \| \| \| Embankment \| \| \| \| \| Temple \| \| \| \| \| Blackfriars \| \| \| \| \| \| \| \| \| \| Mansion House \| \| \| \| \| Cannon Street \| \| \| \| \| Monument \| \| \| \| \| Mark Lane (bis 1967) \| \| \| \| \| \| \| \| \| \| Tower Hill \| \| \| \| \| Circle Line/Metropolitan Line \| \| \| \| \| Aldgate (Circle Line/Metropolitan Line) \| \| \| \| \| Aldgate East (alt) \| \| \| \| \| Aldgate East (alt) Hammersmith & City Line \| \| \| \| \| Aldgate East \| \| \| \| \| St Mary’s (bis 1938) \| \| \| \| \| \| \| \| \| \| Whitechapel \| \| \| \| \| \| \| \| \| \| Stepney Green \| \| \| \| \| Central Line \| \| \| \| \| Mile End \| \| \| \| \| Central Line \| \| \| \| \| nach Fenchurch Street \| \| \| \| \| Bow Road ( Bow Church) \| \| \| \| \| Bromley-by-Bow \| \| \| \| \| West Ham \| \| \| \| \| Plaistow \| \| \| \| \| Upton Park \| \| \| \| \| East Ham \| \| \| \| \| \| \| \| \| \| Barking \| \| \| \| \| Upney \| \| \| \| \| Becontree \| \| \| \| \| Dagenham Heathway \| \| \| \| \| Dagenham East \| \| \| \| \| Elm Park \| \| \| \| \| Hornchurch \| \| \| \| \| Upminster Bridge \| \| \| \| \| \| \| \| \| \| Upminster \| \| \| \| \| Upminster Depot \| \| \| \| \| London, Tilbury and Southend Line \| \| |                                             |                                                             |                                                             |
| U-Bahn-Kopfbahnhof Streckenanfang |                                             | Ealing Broadway (zur Great Western Main Line, Central Line) | Ealing Broadway (zur Great Western Main Line, Central Line) |
| |                                             |                                                             |                                                             |
| U-Bahn-Abzweig geradeaus und von links |                                             | Piccadilly Line                                             | Piccadilly Line                                             |
| U-Bahn-Kreuzung geradeaus oben |                                             | Central Line                                                | Central Line                                                |
| U-Bahn-Kreuzung mit Eisenbahn geradeaus oben |                                             | Great Western Main Line                                     | Great Western Main Line                                     |
| U-Bahn-Bahnhof |                                             | Ealing Common                                               | Ealing Common                                               |
| U-Bahn-Abzweig geradeaus und nach links · U-Bahn-Strecke von rechts |                                             |                                                             |                                                             |
| U-Bahn-Strecke · U-Bahn-Dienststation / Betriebs- oder Güterbahnhof |                                             | Ealing Common Depot                                         | Ealing Common Depot                                         |
| U-Bahn-Abzweig geradeaus und von links · U-Bahn-Strecke nach rechts |                                             |                                                             |                                                             |
| U-Bahn-Abzweig quer und nach halblinks · U-Bahn-Kreuzung geradeaus oben · U-Bahn-Strecke von rechts |                                             | Piccadilly Line von Heathrow                                | Piccadilly Line von Heathrow                                |
| U-Bahn-Abzweig geradeaus und von halbrechts · U-Bahn-Strecke |                                             | ehem. Zweigstrecke von Hounslow                             | ehem. Zweigstrecke von Hounslow                             |
| U-Bahn-Abzweig geradeaus und nach links · U-Bahn-Abzweig geradeaus und von rechts |                                             |                                                             |                                                             |
| |                                             | Acton Town                                                  |                                                             |
| U-Bahn-Abzweig geradeaus und ehemals nach links · U-Bahn-Kreuzung (Querstrecke außer Betrieb) · U-Bahn-Kopfbahnhof Streckenende und quer (Strecke außer Betrieb) |                                             | South Acton (bis 1959)                                      | South Acton (bis 1959)                                      |
| U-Bahn-Kopfbahnhof Streckenanfang · U-Bahn-Strecke · U-Bahn-Strecke |                                             | Richmond (zur North London Line)                            | Richmond (zur North London Line)                            |
| U-Bahn-Bahnhof · U-Bahn-Strecke · U-Bahn-Strecke |                                             | Kew Gardens                                                 | Kew Gardens                                                 |
| U-Bahn-Brücke über Wasserlauf · U-Bahn-Strecke · U-Bahn-Strecke |                                             | Themse (Kew Railway Bridge)                                 | Themse (Kew Railway Bridge)                                 |
| U-Bahn-Haltepunkt / Haltestelle · U-Bahn-Strecke · U-Bahn-Strecke |                                             | Gunnersbury                                                 | Gunnersbury                                                 |
| U-Bahn-Abzweig mit Eisenbahn geradeaus und nach links · U-Bahn-Kreuzung mit Eisenbahn geradeaus oben · U-Bahn-Kreuzung mit Eisenbahn geradeaus oben |                                             | North London Line                                           | North London Line                                           |
| U-Bahn-Strecke · U-Bahn-Haltepunkt / Haltestelle · U-Bahn-Strecke |                                             | Chiswick Park                                               | Chiswick Park                                               |
| U-Bahn-Strecke nach links · U-Bahn-Abzweig geradeaus und von rechts · U-Bahn-Strecke |                                             |                                                             |                                                             |
| |                                             | Turnham Green                                               |                                                             |
| U-Bahn-Haltepunkt / Haltestelle · U-Bahn-Strecke |                                             | Stamford Brook                                              | Stamford Brook                                              |
| U-Bahn-Haltepunkt / Haltestelle · U-Bahn-Strecke |                                             | Ravenscourt Park                                            | Ravenscourt Park                                            |
| U-Bahn-Tunnel · U-Bahn-Tunnel |                                             |                                                             |                                                             |
| |                                             | Hammersmith                                                 |                                                             |
| |                                             | Barons Court                                                |                                                             |
| U-Bahn-Haltepunkt / Haltestelle · U-Bahn-Strecke |                                             | West Kensington                                             | West Kensington                                             |
| U-Bahn-Kopfbahnhof Streckenanfang · U-Bahn-Strecke · U-Bahn-Tunnelanfang |                                             | Wimbledon (zur South Western Main Line)                     | Wimbledon (zur South Western Main Line)                     |
| U-Bahn-Haltepunkt / Haltestelle · U-Bahn-Strecke · U-Bahn-Strecke (im Tunnel) |                                             | Wimbledon Park                                              | Wimbledon Park                                              |
| U-Bahn-Haltepunkt / Haltestelle · U-Bahn-Strecke · U-Bahn-Strecke (im Tunnel) |                                             | Southfields                                                 | Southfields                                                 |
| U-Bahn-Tunnel · U-Bahn-Strecke · U-Bahn-Strecke (im Tunnel) |                                             |                                                             |                                                             |
| U-Bahn-Haltepunkt / Haltestelle · U-Bahn-Strecke · U-Bahn-Strecke (im Tunnel) |                                             | East Putney                                                 | East Putney                                                 |
| U-Bahn-Brücke über Wasserlauf · U-Bahn-Strecke · U-Bahn-Strecke (im Tunnel) |                                             | Themse (Fulham Railway Bridge)                              | Themse (Fulham Railway Bridge)                              |
| U-Bahn-Haltepunkt / Haltestelle · U-Bahn-Strecke · U-Bahn-Strecke (im Tunnel) |                                             | Putney Bridge                                               | Putney Bridge                                               |
| U-Bahn-Haltepunkt / Haltestelle · U-Bahn-Strecke · U-Bahn-Strecke (im Tunnel) |                                             | Parsons Green                                               | Parsons Green                                               |
| U-Bahn-Bahnhof · U-Bahn-Strecke · U-Bahn-Strecke (im Tunnel) |                                             | Fulham Broadway                                             | Fulham Broadway                                             |
| U-Bahn-Bahnhof · U-Bahn-Strecke · U-Bahn-Strecke (im Tunnel) |                                             | West Brompton (zur West London Line)                        | West Brompton (zur West London Line)                        |
| U-Bahn-Kreuzung mit Eisenbahn geradeaus unten · U-Bahn-Kreuzung mit Eisenbahn geradeaus unten · U-Bahn-Kreuzung (im Tunnel) |                                             | West London Line                                            | West London Line                                            |
| U-Bahn-Tunnelanfang · U-Bahn-Tunnelanfang · U-Bahn-Strecke (im Tunnel) · U-Bahn-Kopfbahnhof Streckenanfang |                                             | Kensington (Olympia) (zur West London Line)                 | Kensington (Olympia) (zur West London Line)                 |
| U-Bahn-Strecke (im Tunnel) · U-Bahn-Tunnelanfang |                                             |                                                             |                                                             |
| U-Bahn-Abzweig geradeaus und nach links (im Tunnel) · U-Bahn-Kreuzung mit Tunnelstrecke (im Tunnel) · U-Bahn-Abzweig geradeaus und von rechts (im Tunnel) |                                             |                                                             |                                                             |
| |                                             | Earl’s Court                                                |                                                             |
| U-Bahn-Abzweig geradeaus und von links (im Tunnel) · U-Bahn-Kreuzung mit Tunnelstrecke (im Tunnel) · U-Bahn-Abzweig geradeaus und von rechts (im Tunnel) |                                             | Circle Line                                                 | Circle Line                                                 |
| U-Bahn-Strecke (im Tunnel) · U-Bahn-Strecke (im Tunnel) · U-Bahn-Tunnelende |                                             |                                                             |                                                             |
| U-Bahn-Strecke (im Tunnel) · U-Bahn-Strecke (im Tunnel) · U-Bahn-Abzweig geradeaus und nach links · U-Bahn-Strecke von rechts |                                             |                                                             |                                                             |
| U-Bahn-Strecke (im Tunnel) · U-Bahn-Strecke (im Tunnel) |                                             | High Street Kensington                                      | High Street Kensington                                      |
| U-Bahn-Strecke (im Tunnel) · U-Bahn-Strecke (im Tunnel) · U-Bahn-Tunnelanfang |                                             |                                                             |                                                             |
| U-Bahn-Strecke (im Tunnel) · U-Bahn-Strecke (im Tunnel) · U-Bahn-Turmhaltepunkt mit Tunnelstrecke (im Tunnel) |                                             | Notting Hill Gate                                           | Notting Hill Gate                                           |
| U-Bahn-Strecke (im Tunnel) · U-Bahn-Strecke (im Tunnel) · U-Bahn-Haltepunkt / Haltestelle (im Tunnel) |                                             | Bayswater                                                   | Bayswater                                                   |
| U-Bahn-Strecke (im Tunnel) · U-Bahn-Strecke (im Tunnel) · U-Bahn-Abzweig geradeaus und von links (im Tunnel) |                                             | Hammersmith & City Line                                     | Hammersmith & City Line                                     |
| U-Bahn-Strecke (im Tunnel) · U-Bahn-Strecke (im Tunnel) · U-Bahn-Bahnhof (im Tunnel) |                                             | Paddington                                                  | Paddington                                                  |
| U-Bahn-Strecke (im Tunnel) · U-Bahn-Strecke (im Tunnel) · U-Bahn-Bahnhof Streckenende und Streckenanfang (im Tunnel) |                                             | Edgware Road                                                | Edgware Road                                                |
| U-Bahn-Strecke (im Tunnel) · U-Bahn-Strecke (im Tunnel) |                                             | Circle Line/Hammersmith & City Line                         | Circle Line/Hammersmith & City Line                         |
| |                                             | Gloucester Road                                             |                                                             |
| |                                             | South Kensington                                            |                                                             |
| U-Bahn-Strecke (im Tunnel) · U-Bahn-Strecke nach links (im Tunnel) |                                             | Piccadilly Line                                             | Piccadilly Line                                             |
| U-Bahn-Haltepunkt / Haltestelle Streckenende und Streckenanfang (im Tunnel) |                                             | Sloane Square                                               | Sloane Square                                               |
| U-Bahn-Turmhaltepunkt mit Tunnelstrecke (im Tunnel) |                                             | Victoria                                                    | Victoria                                                    |
| U-Bahn-Haltepunkt / Haltestelle (im Tunnel) |                                             | St. James’s Park                                            | St. James’s Park                                            |
| U-Bahn-Turmhaltepunkt mit Tunnelstrecke (im Tunnel) |                                             | Westminster                                                 | Westminster                                                 |
| U-Bahn-Turmhaltepunkt mit Tunnelstrecke (im Tunnel) |                                             | Embankment                                                  | Embankment                                                  |
| U-Bahn-Haltepunkt / Haltestelle (im Tunnel) |                                             | Temple                                                      | Temple                                                      |
| U-Bahn-Haltepunkt / Haltestelle (im Tunnel) |                                             | Blackfriars                                                 | Blackfriars                                                 |
| |                                             |                                                             |                                                             |
| |                                             | Mansion House                                               |                                                             |
| U-Bahn-Haltepunkt / Haltestelle (im Tunnel) |                                             | Cannon Street                                               | Cannon Street                                               |
| U-Bahn-Turmhaltepunkt mit Tunnelstrecke (im Tunnel) |                                             | Monument                                                    | Monument                                                    |
| ehemaliger U-Bahn-Haltepunkt / Haltestelle (im Tunnel) |                                             | Mark Lane (bis 1967)                                        | Mark Lane (bis 1967)                                        |
| |                                             |                                                             |                                                             |
| |                                             | Tower Hill                                                  |                                                             |
| U-Bahn-Strecke (im Tunnel) |                                             | Circle Line/Metropolitan Line                               | Circle Line/Metropolitan Line                               |
| U-Bahn-Abzweig geradeaus und nach links (im Tunnel) · U-Bahn-Bahnhof quer (im Tunnel) · U-Bahn-Abzweig geradeaus und nach rechts (im Tunnel) |                                             | Aldgate (Circle Line/Metropolitan Line)                     | Aldgate (Circle Line/Metropolitan Line)                     |
| ehemaliger U-Bahn-Haltepunkt / Haltestelle (im Tunnel) · U-Bahn-Strecke (im Tunnel) |                                             | Aldgate East (alt)                                          | Aldgate East (alt)                                          |
| U-Bahn-Abzweig geradeaus und von links (im Tunnel) · ehemaliger U-Bahn-Haltepunkt / Haltestelle quer (im Tunnel) · U-Bahn-Strecke nach rechts (im Tunnel) |                                             | Aldgate East (alt) Hammersmith & City Line                  | Aldgate East (alt) Hammersmith & City Line                  |
| U-Bahn-Bahnhof (im Tunnel) |                                             | Aldgate East                                                | Aldgate East                                                |
| ehemaliger U-Bahn-Haltepunkt / Haltestelle (im Tunnel) |                                             | St Mary’s (bis 1938)                                        | St Mary’s (bis 1938)                                        |
| U-Bahn-Tunnelende |                                             |                                                             |                                                             |
| U-Bahn-Turmhaltepunkt mit Eisenbahn-Strecke quer geradeaus oben |                                             | Whitechapel                                                 | Whitechapel                                                 |
| U-Bahn-Tunnelanfang |                                             |                                                             |                                                             |
| U-Bahn-Haltepunkt / Haltestelle (im Tunnel) |                                             | Stepney Green                                               | Stepney Green                                               |
| U-Bahn-Strecke (im Tunnel) |                                             | Central Line                                                | Central Line                                                |
| |                                             | Mile End                                                    |                                                             |
| U-Bahn-Strecke (im Tunnel) |                                             | Central Line                                                | Central Line                                                |
| U-Bahn-Tunnelende |                                             | nach Fenchurch Street                                       | nach Fenchurch Street                                       |
| Strecke · U-Bahn-Haltepunkt / Haltestelle |                                             | Bow Road ( Bow Church)                                      | Bow Road ( Bow Church)                                      |
| ehemaliger Haltepunkt / Haltestelle · U-Bahn-Haltepunkt / Haltestelle |                                             | Bromley-by-Bow                                              | Bromley-by-Bow                                              |
| |                                             | West Ham                                                    |                                                             |
| ehemaliger Haltepunkt / Haltestelle · U-Bahn-Haltepunkt / Haltestelle |                                             | Plaistow                                                    | Plaistow                                                    |
| ehemaliger Haltepunkt / Haltestelle · U-Bahn-Haltepunkt / Haltestelle |                                             | Upton Park                                                  | Upton Park                                                  |
| ehemaliger Haltepunkt / Haltestelle · U-Bahn-Haltepunkt / Haltestelle |                                             | East Ham                                                    | East Ham                                                    |
| Strecke · U-Bahn-Abzweig geradeaus und nach links · U-Bahn-Strecke von rechts |                                             |                                                             |                                                             |
| |                                             | Barking                                                     |                                                             |
| Strecke · U-Bahn-Haltepunkt / Haltestelle |                                             | Upney                                                       | Upney                                                       |
| ehemaliger Haltepunkt / Haltestelle · U-Bahn-Haltepunkt / Haltestelle |                                             | Becontree                                                   | Becontree                                                   |
| Strecke · U-Bahn-Haltepunkt / Haltestelle |                                             | Dagenham Heathway                                           | Dagenham Heathway                                           |
| ehemaliger Haltepunkt / Haltestelle · U-Bahn-Haltepunkt / Haltestelle |                                             | Dagenham East                                               | Dagenham East                                               |
| Strecke · U-Bahn-Haltepunkt / Haltestelle |                                             | Elm Park                                                    | Elm Park                                                    |
| ehemaliger Haltepunkt / Haltestelle · U-Bahn-Haltepunkt / Haltestelle |                                             | Hornchurch                                                  | Hornchurch                                                  |
| Strecke · U-Bahn-Haltepunkt / Haltestelle |                                             | Upminster Bridge                                            | Upminster Bridge                                            |
| Strecke · U-Bahn-Strecke |                                             |                                                             |                                                             |
| |                                             | Upminster                                                   |                                                             |
| Strecke · U-Bahn-Betriebs-/Güterbahnhof Streckenende |                                             | Upminster Depot                                             | Upminster Depot                                             |
| |                                             | London, Tilbury and Southend Line                           |                                                             |

Die District Line ist eine U-Bahn-Linie der London Underground. Auf dem Liniennetzplan hat sie eine grüne Darstellung. Sie verläuft von Westen nach Osten und hat 60 Stationen. Die District Line besteht aus zwei Stammstrecken in Ost-West- bzw. Nord-Süd-Richtung sowie zwei Zweigstrecken nach Kensington (Olympia) und Richmond. Alle Strecken zusammen haben eine Gesamtlänge von 64 Kilometern. Die einzige Station, die an allen Strecken liegt, ist Earl’s Court.

## Geschichte

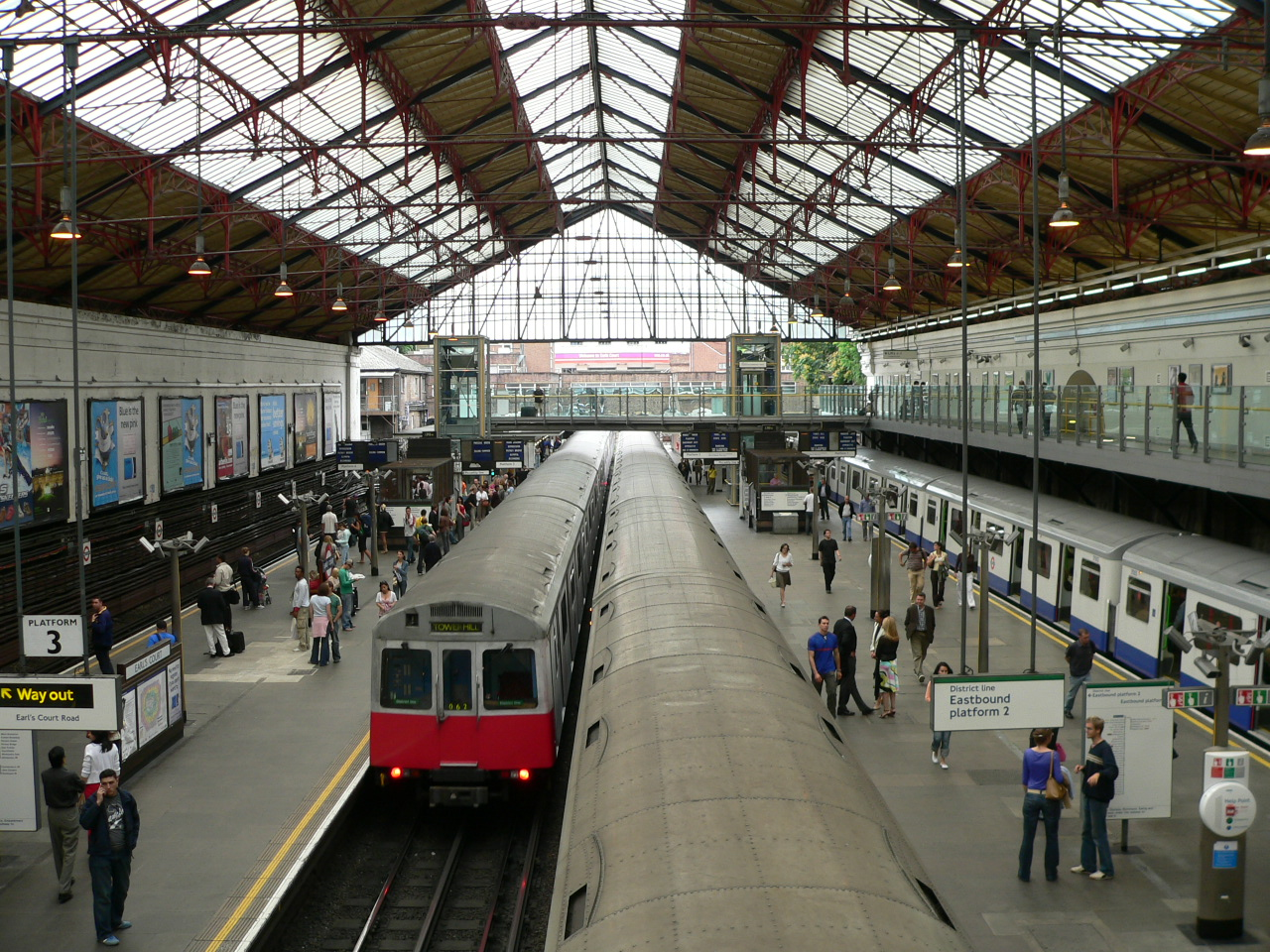
Station Earl’s Court

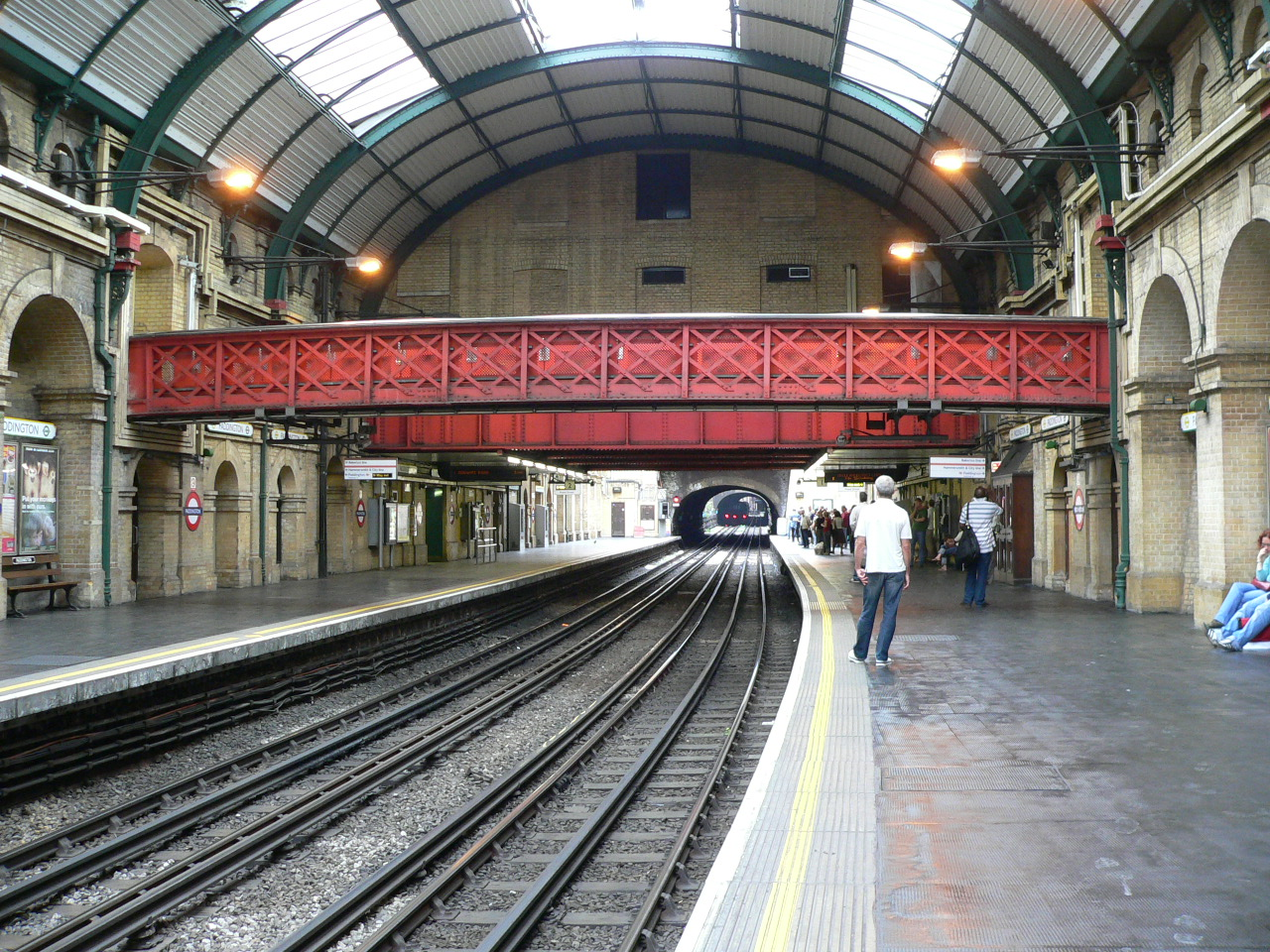
Station Paddington

Die Gründung der Metropolitan District Railway (kurz District Railway, wie die District Line früher genannt wurde) erfolgte am 29. Juli 1864. Ihre Hauptaufgabe war es, den Innenstadtring auf der West- und Südseite zu vervollständigen. Die Eröffnung des ersten Abschnitts erfolgte am 24. Dezember 1868 zwischen Westminster und South Kensington. Am 6. Oktober 1884 konnte der Ring geschlossen werden. Sowohl die District Railway wie auch die Metropolitan Railway fuhren beide rund um den ganzen Ring und lieferten sich einen harten Konkurrenzkampf.
Daneben expandierte die District Railway in die Vororte, nach Whitechapel, New Cross Gate, Richmond, Wimbledon, Ealing Broadway, Hounslow West, Upminster und Uxbridge. Dies geschah teilweise durch die Mitbenutzung von Strecken anderer Eisenbahngesellschaften, hauptsächlich der London and South Western Railway.
Bereits in den 1880er Jahren hatte die District Railway die Elektrifizierung des Netzes erwogen, die Technologie war damals aber noch nicht ausgereift. Gemeinsam mit der Metropolitan Railway wurden später zwischen Earl’s Court und High Street Kensington Testfahrten durchgeführt und 1900 rollte erstmals ein Sechs-Wagen-Zug. Als Ergebnis dieser Versuche entschied sich 1901 ein gemeinsames Komitee beider Gesellschaften für einen Betrieb mit Wechselstrom und Oberleitung.
Im selben Jahr jedoch wurde die finanziell angeschlagene Gesellschaft durch die Underground Electric Railways Company of London von Charles Tyson Yerkes übernommen. Aufgrund seiner Erfahrungen in den USA bevorzugte er Gleichstrom aus einer Stromschiene. Nach einer Schlichtungsverhandlung einigten sich beide Gesellschaften auf dieses System. 1902 begann der Bau eines eigenen Kraftwerks, der Lots Road Power Station, das 1905 den Betrieb aufnahm.
Die Elektrifizierung erfolgte in mehreren Schritten: Den Anfang machte am 23. Juni 1903 die Strecke zwischen Acton Town und Park Royal & Twyford Abbey. Zwischen Juni und August 1905 folgten in kurzen Abständen nacheinander sieben Teilabschnitte. Somit war mit Ausnahme der Strecke Earl’s Court – Kensington (Olympia) das gesamte Netz elektrifiziert; diese Strecke machte am 1. Mai 1914 den Abschluss.
Die Piccadilly Line übernahm zwei Strecken der District Line; 1933 die Strecke zwischen Ealing Common und Uxbridge, im Jahr 1964 jene zwischen Acton Town und Hounslow West. Von 1883 bis 1885 fuhren einzelne Züge bis nach Windsor. Außerdem fuhren zwischen 1910 und 1938 einzelne Züge an Wochenenden nach Southend-on-Sea und Shoeburyness.
Es kam am 15. September 2017 zu einer Explosion in einem Wagen der Linie.

## Fahrzeuge
Seit April 2017 verkehren auf der District Line ausschließlich Fahrzeuge vom Typ S Stock.
Davor wurden überwiegend Fahrzeuge vom Typ D78 eingesetzt. Eine Ausnahme waren die Fahrten zwischen Wimbledon und Edgware Road, da hier an Teilen der Strecke die Bahnsteige für den Typ D78 zu kurz sind. Auf dieser Strecke wurden Züge des Typs C69 und C77 eingesetzt.

## Stationen

### Ost-West-Stammstrecke

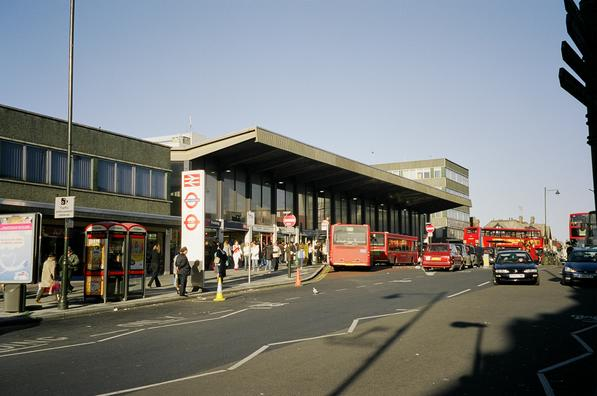
Station Barking

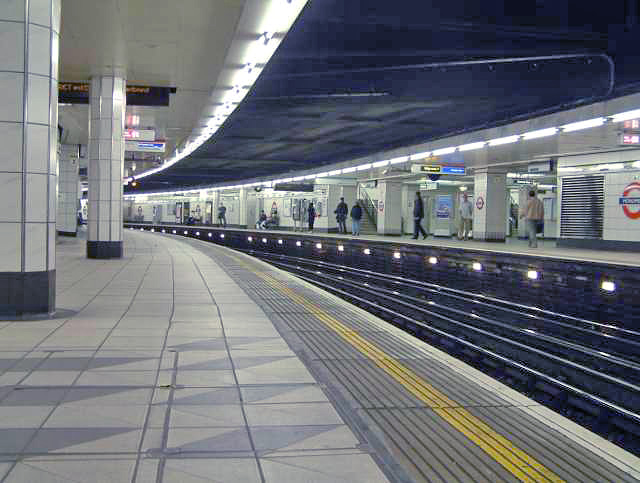
Station Monument

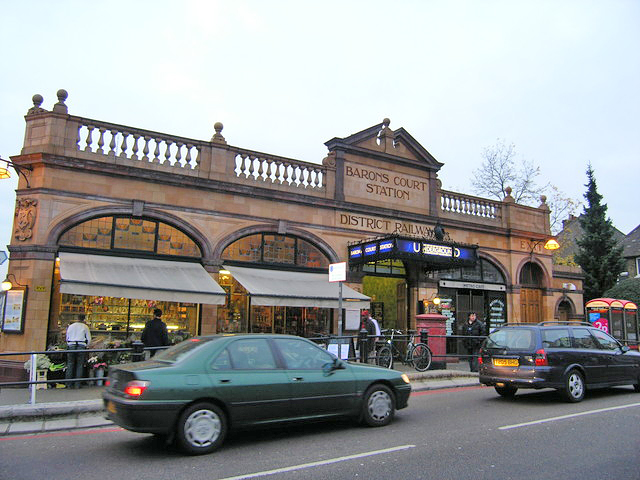
Station Barons Court

- Upminster – erstmals bedient am 2. Juni 1902; nicht bedient vom 30. September 1905 bis 11. September 1932
- Upminster Bridge – eröffnet am 17. Dezember 1934
- Hornchurch – erstmals bedient am 2. Juni 1902; nicht bedient vom 30. September 1905 bis 11. September 1932
- Elm Park – eröffnet am 13. Mai 1935
- Dagenham East – erstmals bedient am 2. Juni 1902; nicht bedient vom 30. September 1905 bis 11. September 1932
- Dagenham Heathway – eröffnet am 12. September 1932
- Becontree – erstmals bedient 12. September 1932
- Upney – eröffnet 12. September 1932
- Barking – erstmals bedient am 2. Juni 1902; nicht bedient vom 30. September 1905 bis 31. März 1908
- East Ham – erstmals bedient am 2. Juni 1902
- Upton Park – erstmals bedient am 2. Juni 1902
- Plaistow – erstmals bedient am 2. Juni 1902
- West Ham – erstmals bedient am 2. Juni 1902
- Bromley-by-Bow – erstmals bedient am 2. Juni 1902 als Bromley; umbenannt in Bromley-by-Bow am 18. Mai 1967
- Bow Road – eröffnet am 11. Juni 1902
- Mile End – eröffnet am 2. Juni 1902
- Stepney Green – eröffnet am 23. Juni 1902
- Whitechapel – eröffnet am 6. Oktober 1884; geschlossen vom 1. Februar 1902 bis 1. Juni 1902
- St Mary’s (Whitechapel Road) – eröffnet am 1. Oktober 1884; geschlossen am 30. April 1938
- Aldgate East – eröffnet am 6. Oktober 1884; geschlossen am 30. Oktober 1938 und einen Tag später am heutigen Standort wiedereröffnet
- Tower Hill – eröffnet am 6. Oktober 1884 als Mark Lane; umbenannt in Tower Hill am 1. September 1946; geschlossen am 4. Februar 1967 und einen Tag später am heutigen Standort wiedereröffnet
- Monument – eröffnet am 6. Oktober 1884
- Cannon Street – eröffnet am 6. Oktober 1884
- Mansion House – eröffnet am 3. Juli 1871; geschlossen am 29. Oktober 1989; wiedereröffnet am 11. Februar 1991
- Blackfriars – eröffnet am 30. Mai 1870
- Temple – eröffnet am 30. Mai 1870
- Embankment – eröffnet am 30. Mai 1870 als Charing Cross; umbenannt am 4. August 1974 in Charing Cross Embankment; umbenannt am 12. September 1976 in Embankment
- Westminster – eröffnet am 24. Dezember 1868
- St. James’s Park – eröffnet am 24. Dezember 1868
- Victoria – eröffnet am 24. Dezember 1868
- Sloane Square – eröffnet am 24. Dezember 1868
- South Kensington – erstmals bedient am 24. Dezember 1868
- Gloucester Road – erstmals bedient am 12. April 1869
- Earl’s Court – eröffnet am 30. Oktober 1871; geschlossen am 31. Januar 1878 und einen Tag später am heutigen Standort wiedereröffnet
- West Kensington – eröffnet am 9. September 1874 als North End (Fulham); umbenannt am 1. März 1877 in West Kensington
- Barons Court – eröffnet am 9. Oktober 1905
- Hammersmith – eröffnet am 9. September 1874
- Ravenscourt Park – erstmals bedient am 1. Juni 1877 als Shaftesbury Road; umbenannt am 1. März 1888 in Ravenscourt Park
- Stamford Brook – eröffnet am 1. Februar 1912
- Turnham Green – erstmals bedient am 1. Juni 1877
- Chiswick Park – eröffnet am 1. Juli 1879 als Acton Green; umbenannt im März 1887 in Chiswick Park & Acton Green; umbenannt in Chiswick Park am 1. März 1910
- Acton Town – eröffnet am 1. Juli 1879 als Mill Hill Park; umbenannt am 1. März 1910 in Acton Town
- Ealing Common – eröffnet am 1. Juli 1879
- Ealing Broadway – eröffnet am 1. Juli 1879

### Nord-Süd-Stammstrecke
- Edgware Road – erstmals bedient am 1. November 1926
- Paddington – erstmals bedient am 1. November 1926 als Paddington (Praed Street); umbenannt in Paddington am 11. Juli 1948
- Bayswater – erstmals bedient am 1. November 1926 als Bayswater (Queen’s Road) & Westbourne Grove; umbenannt in Bayswater (Queen’s Road) im Jahr 1933; umbenannt in Bayswater am 1. September 1946
- Notting Hill Gate – erstmals bedient am 1. November 1926
- High Street Kensington – erstmals bedient am 3. Juli 1871 als Kensington High Street, umbenannt in High Street Kensington im Jahr 1880
- Earl’s Court
- West Brompton – eröffnet am 12. April 1869
- Fulham Broadway – eröffnet am 1. März 1880 als Walham Green; umbenannt am 2. März 1952 in Fulham Broadway
- Parsons Green – eröffnet am 1. März 1880
- Putney Bridge – eröffnet am 1. März 1880 als Putney Bridge & Fulham; umbenannt am 1. September 1902 in Putney Bridge & Hurlingham; umbenannt in Putney Bridge im Jahr 1932
- East Putney – eröffnet am 3. Juni 1889
- Southfields – eröffnet am 3. Juni 1889
- Wimbledon Park – eröffnet am 3. Juni 1889
- Wimbledon – eröffnet am 3. Juni 1889

### Kensington-Zweigstrecke
- Earl’s Court
- Kensington (Olympia) – eröffnet am 20. Dezember 1946

### Richmond-Zweigstrecke
- Turnham Green

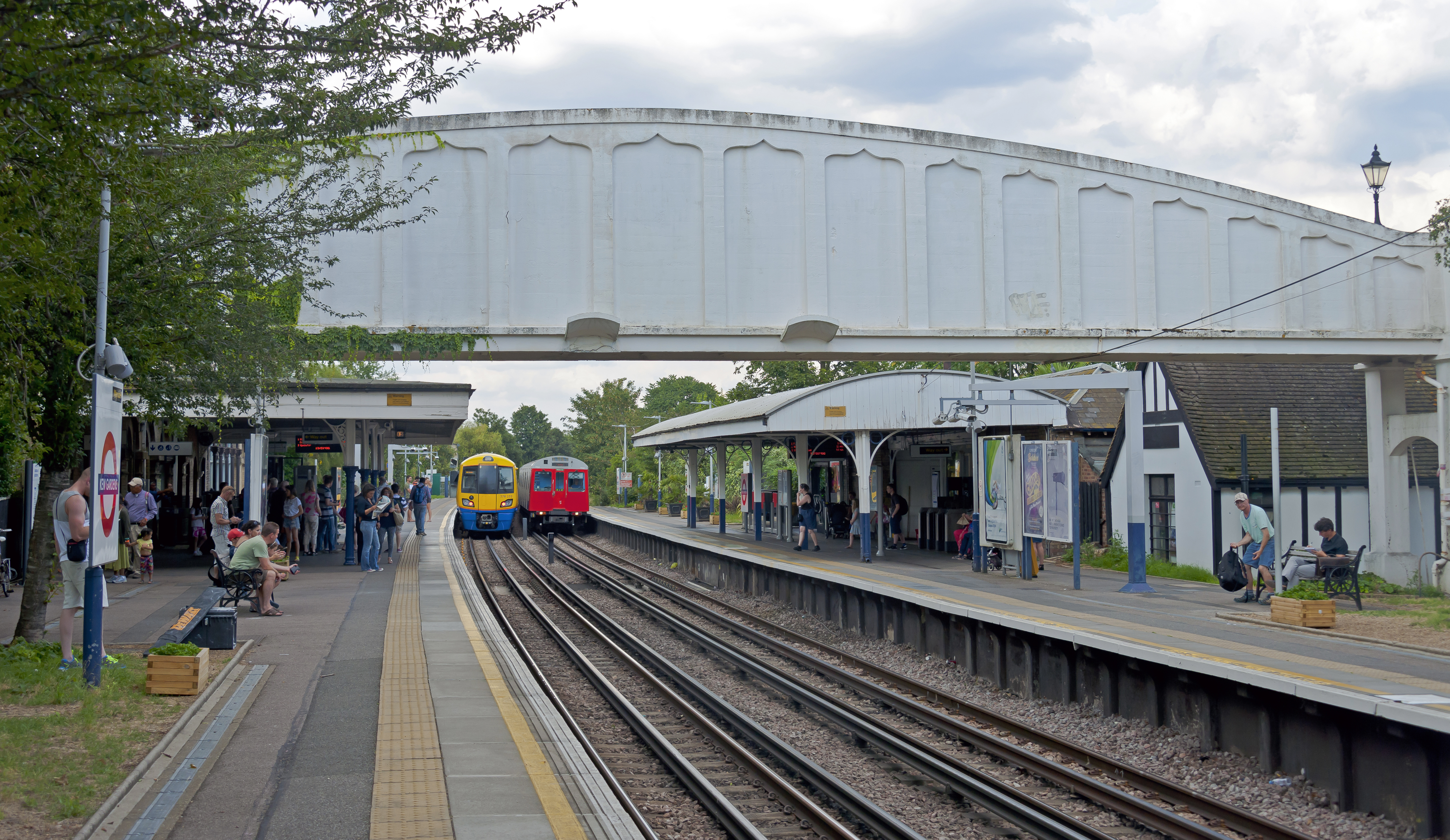
Station Kew Gardens

- Gunnersbury – eröffnet am 1. Juni 1877
- Kew Gardens – eröffnet am 1. Juni 1877
- Richmond – eröffnet am 1. Juni 1877

Zwischen Gunnersbury und Richmond besteht Gemeinschaftsbetrieb mit den Zügen der North London Line von London Overground.

### South Acton-Zweigstrecke
Die eingleisige Bahnlinie zwischen Acton Town und South Acton wurde am 13. Juni 1905 eröffnet. Es blieb bei einer Shuttleverbindung. Als Zug diente ein einteiliger GStock. Am 28. Februar 1959 wurde die Strecke stillgelegt und abgebaut. Heute erinnert nur noch der verlassene Bahnsteig in Acton Town daran.

### Hounslow-Zweigstrecke
- Acton Town
- South Ealing – eröffnet am 1. Mai 1883; letztmals bedient am 9. Oktober 1964
- Northfields – eröffnet am 16. April 1908 als Northfields & Little Ealing; geschlossen am 18. Mai 1932 und einen Tag später am heutigen Standort als Northfields wiedereröffnet; letztmals bedient am 9. Oktober 1964
- Boston Manor – eröffnet am 1. Mai 1883 als Boston Road; umbenannt am 11. Dezember 1911 in Boston Manor; letztmals bedient am 9. Oktober 1964
- Osterley – eröffnet am 16. April 1908 als Osterley & Spring Grove; geschlossen am 25. März 1934 und einen Tag später am heutigen Standort als Osterley wiedereröffnet; letztmals bedient am 9. Oktober 1964
- Hounslow East – eröffnet am 21. Juli 1884; geschlossen am 12. Juni 1905; wiedereröffnet am 2. Mai 1909; letztmals bedient am 9. Oktober 1964
- Hounslow Town – eröffnet am 1. Mai 1883; geschlossen am 31. März 1886; wiedereröffnet am 1. März 1903; geschlossen am 1. Mai 1909
- Hounslow Central – eröffnet am 1. April 1886 als Heston-Hounslow; umbenannt am 1. Dezember 1925 in Hounslow Central; letztmals bedient am 9. Oktober 1964
- Hounslow West – eröffnet am 21. Juli 1884 als Hounslow Barracks; umbenannt am 1. Dezember 1925 in Hounslow West; letztmals bedient am 9. Oktober 1964

### Uxbridge-Zweigstrecke
- Ealing Common
- North Ealing – eröffnet am 23. Juni 1903; Übergabe an die Piccadilly Line am 4. Juli 1932
- Park Royal – eröffnet am 6. Juli 1931; Übergabe an die Piccadilly Line am 4. Juli 1932
- Park Royal & Twyford Abbey – eröffnet am 23. Juni 1903; geschlossen am 5. Juli 1931
- Alperton – eröffnet am 28. Juni 1903 als Perivale-Alperton; umbenannt am 7. Oktober 1910 in Alperton; Übergabe an die Piccadilly Line am 4. Juli 1932
- Sudbury Town – eröffnet am 28. Juni 1903; Übergabe an die Piccadilly Line am 4. Juli 1932
- Sudbury Hill – eröffnet am 28. Juni 1903; Übergabe an die Piccadilly Line am 4. Juli 1932
- South Harrow – eröffnet am 28. Juni 1903; Übergabe an die Piccadilly Line am 4. Juli 1932
- Rayners Lane – erstmals bedient am 1. März 1910; letztmals bedient am 23. Oktober 1933
- Eastcote – erstmals bedient am 1. März 1910; letztmals bedient am 23. Oktober 1933
- Ruislip Manor – eröffnet am 5. August 1912; geschlossen am 11. Februar 1917; wiedereröffnet am 1. April 1919; letztmals bedient am 23. Oktober 1933
- Ruislip – erstmals bedient am 1. März 1910; letztmals bedient am 23. Oktober 1933
- Ickenham – erstmals bedient am 1. März 1910; letztmals bedient am 23. Oktober 1933
- Hillingdon – erstmals bedient am 10. Dezember 1923; letztmals bedient am 23. Oktober 1933
- Uxbridge – erstmals bedient am 1. März 1910; geschlossen am 3. Dezember 1938 und einen Tag später am heutigen Standort wiedereröffnet; letztmals bedient am 23. Oktober 1933

## Bedienung
| \| \| \| Ealing Broadway \| \| \| \| \| Richmond \| \| \| \| \| Turnham Green \| \| \| \| \| Wimbledon \| \| \| \| \| \| \| \| \| \| Earl’s Court \| \| \| \| \| Edgware Road \| \| \| \| \| Tower Hill \| \| \| \| \| Upminster \| \| |  |                 |                 |
| U-Bahn-Kopfbahnhof Streckenanfang |  | Ealing Broadway | Ealing Broadway |
| U-Bahn-Kopfbahnhof Streckenanfang |  | Richmond        | Richmond        |
| U-Bahn-Bahnhof · U-Bahn-Bahnhof |  | Turnham Green   | Turnham Green   |
| U-Bahn-Kopfbahnhof Streckenanfang · U-Bahn-Kopfbahnhof Streckenanfang |  | Wimbledon       | Wimbledon       |
| U-Bahn-Strecke nach links · U-Bahn-Kreuzung · U-Bahn-Kreuzung · U-Bahn-Kreuzung · U-Bahn-Strecke von rechts |  |                 |                 |
| U-Bahn-Bahnhof · U-Bahn-Bahnhof · U-Bahn-Bahnhof · U-Bahn-Bahnhof |  | Earl’s Court    | Earl’s Court    |
| U-Bahn-Kopfbahnhof Streckenende |  | Edgware Road    | Edgware Road    |
| U-Bahn-Kopfbahnhof Streckenende · U-Bahn-Bahnhof · U-Bahn-Bahnhof |  | Tower Hill      | Tower Hill      |
| U-Bahn-Kopfbahnhof Streckenende · U-Bahn-Kopfbahnhof Streckenende |  | Upminster       | Upminster       |

Die Züge der District Line fahren auf folgenden Abschnitten:
- Ealing Broadway – Upminster: 6 Züge/Stunde
- Richmond – Upminster: 6 Züge/Stunde
- Wimbledon – Tower Hill: 6 Züge/Stunde, davon 3 Züge/Stunde weiter nach Barking
- Wimbledon – Edgware Road: 6 Züge/Stunde
- Kensington (Olympia) – High Street Kensington: 3 Züge/Stunde (nur am Wochenende)